# Miviludes
Miviludes, acrônimo para a a expressão francesa Mission Interministérielle de Vigillance et de Lutte contre les Dérives Sectaires ("Missão Interministerial de Acompanhamento e Combate a Desvios Sectários") é uma agência do governo francês com as funções de: observar e analisar movimentos de seitas religiosas ou políticas que possam constituir ameaça à ordem pública ou que violem a lei francesa; coordenar a resposta adequada; informar o público sobre os riscos potenciais; e ajudar as vítimas a receberem ajuda.
A missão da Miviludes envolve analisar "a formação de movimentos com caráter de culto cujas ações afrontem os direitos humanos e as liberdades fundamentais, ou que constituam uma ameaça para a ordem pública ou ainda que sejam contrárias às leis e normas" .

## Fundamentos
Miviludes foi criada por um decreto presidencial em 28 de novembro de 2002. Jean-Louis Langlais, um alto funcionário civil do Ministério do Interior, foi o seu primeiro presidente, de 2002 a 2005 . Jean-Michel Roulet presidiu a agência de outubro de 2005 até 2008 , quando foi substituído por Georges Fenech .
Ao anunciar a formação da Miviludes, o governo francês reconheceu que sua antecessora MILS (Mission Interministérielle de Lutte contre les Sectes ou "Missão Interministerial de Luta contra as Seitas"), recebeu críticas fora da França por ter desenvolvido ações potencialmente interpretáveis como contrárias à liberdade religiosa. No decreto de criação da Miviludes, a MILS é referida apenas indiretamente, ao ser revogada, no artigo 8.
Em uma entrevista dada em março de 2003, Langlais enfatizou que a agência não se propunha a combater "seitas" (cultos), mas "desvios sectários". Ele reconheceu que "a lei francesa atual não tem uma definição para seita", e que portanto "não pode definir desvios sectários". No entanto, ele definiu o papel de Miviludes como "contribuir para definir o que poderia ser simplesmente uma jurisprudência administrativa" .
Miviludes fornece informações relacionadas a "desvios sectários" à mídia, ao governo francês e à população. Ela recomenda contatos e outras organizações, e produz documentação e arquivos de 'discussão-papéis' em grupos considerados cultos.

## Cronologia
As autoridades francesas criaram Miviludes como sucessora da MILS ("Mission Interministérielle de Lutte contre les Sectes"), que por sua vez funcionava desde 7 de Outubro de 1998 em sucessão ao Observatoire Interministérielle sur les Sectes, estabelecido em 09 de maio de 1996.
A MILS foi formada para coordenar o monitoramento governamental das sects (a palavra francesa para "cultos" ou "grupos religiosos"), e divulgou seu primeiro relatório anual em fevereiro de 1998. O relatório recebeu críticas de várias organizações de direitos humanos , tanto pelas atividades da agência, consideradas contrárias à liberdade religiosa, quanto pelo passado de seu diretor Alain Vivien, que havia recentemente (1997-98) presidido o Centro Roger Ikor, entidade privada também conhecida como Centro de Documentação, Educação e Ação contra as Manipulações Mentais . Em janeiro de 1999, Vivien solicitou e recebeu proteção policial, após ameaças e arrombamento de sua casa. Vivien renunciou em junho de 2002, sob críticas .
O relatório de 2004 da United States Commission on International Religious Freedom ("Comissão Norte-americana sobre Liberdade Religiosa Internacional") concluiu com uma avaliação de que a reestruturação do principal órgão francês preocupado com esta questão (referindo-se à sucessão da MILS pela Miviludes), teria supostamente melhorado o ambiente de liberdade religiosa na França .
Em 27 de Maio de 2005, pouco antes de deixar o cargo, o então primeiro-ministro da França, Jean-Pierre Raffarin, emitiu uma circular sobre as atividades de cultos na França. Ele pediu maior vigilância e mais ações por parte dos funcionários públicos, e sugeriu que a lista de cultos publicada no relatório oficial do Parlamento se tornou menos relevante, por causa da maneira pela qual os cultos tinham evoluído, e que, em certas circunstâncias, os funcionários públicos deveriam substituir critérios específicos. Segundo Raffarin, "pode-se observar a formação de pequenos grupos, dispersos, móveis e menos facilmente identificáveis, e que fazem uso, em particular, as possibilidades de divulgação oferecidas pela Internet." 
Em setembro de 2012, Georges Fenech foi substituído pelo médico Serge Blisko na direção de Miviludes .